# Hộ chiếu vaccine
Hộ chiếu vaccine hay hộ chiếu vắc xin là một loại hộ chiếu được sử dụng ở các quốc gia có người nhiễm COVID-19 giống như hộ chiếu thông thường. Hộ chiếu này được sử dụng cho những người muốn bay đến quốc gia khác những bắt buộc phải có vaccine để ngăn ngừa COVID-19 lây lan, đề xuất này đã được chính phủ các quốc gia chấp thuận từ ngày 1 tháng 1 năm 2021
Đây là một loại hộ chiếu được thiết kế giống như hộ chiếu thông thường nhưng có một sự thay đổi nhỏ là đưa ra các thông điệp cho hành khách muốn đi đến quốc gia nào đó, nếu không thực hiện sẽ bị xử phạt và không cấp hộ chiếu nữa

## Lịch sử

### Thiết kế và định dạng
Hộ chiếu vaccine được thiết kế giống như hộ chiếu thông thường và có nhưng thông điệp quan trọng để hành khách nắm rõ, hộ chiếu có thể đi kèm một loại vaccine do một hãng dược phẩm phát triển